# Chan Chen
Chan Chen es un pequeño  poblado localizado en el Distrito de Corozal, Belice. La mayoría de sus habitantes habla español, maya yucateco y en menor medida, inglés. Su nombre proviene del maya yucateco y significa «pequeño pozo». La mayoría de sus habitantes son de ascendencia maya.